# مجموعه خواجه عزیزالله
مجموعه خواجه عزیزالله مربوط به دوره تیموریان - دوره صفوی است و در تربت جام، خیابان کشتارگاه، ۱کیلومتری مزارشیخ احمد واقع شده و این اثر در تاریخ ۱۸ شهریور ۱۳۷۷ با شمارهٔ ثبت ۲۱۱۶ به‌عنوان یکی از آثار ملی ایران به ثبت رسیده است.